# Triaperturina
Triaperturina es un género de foraminífero bentónico de la Subfamilia Pazdroellinae, de la familia Pleurostomellidae, de la superfamilia Pleurostomelloidea, del suborden Buliminina y del orden Buliminida. Su especie tipo es Triaperturina polonica. Su rango cronoestratigráfico abarcaba el Maastrichtiense inferior (Cretácico superior).

## Discusión
Clasificaciones previas hubiesen incluido Triaperturina en el suborden Rotaliina del orden Rotaliida.

## Clasificación
Triaperturina incluye a la siguiente especie:
- Triaperturina polonica †